# Taga (Léo)
Pour les articles homonymes, voir Taga.
Taga est une commune rurale située dans le département de Léo de la province de Sissili dans la région du Centre-Ouest au Burkina Faso.